# Боковая панель Windows
«Боковая панель Windows» (англ. Windows Sidebar) — стандартная утилита операционной системы Windows Vista. Представляет собой полупрозрачную панель, на которой расположены гаджеты (мини-приложения, содержащие различную информацию). По умолчанию боковая панель находится в правой части рабочего стола Windows. Однако пользователь может настроить расположение боковой панели в правой, либо в левой части рабочего стола, либо вовсе отключить её отображение.
Разрабатывать гаджеты для боковой панели можно с помощью Блокнота, или же создавать их в программе Gadget Creator.
В Windows 7 компонент «Боковая панель Windows» был переименован в «Гаджеты рабочего стола» (англ. Windows Desktop Gadgets).

## Гаджеты
В состав боковой панели входят 11 стандартных гаджетов:
- часы;
- календарь;
- контакты;
- заметки;
- заголовки лент новостей;
- индикатор ЦП;
- показ слайдов;
- головоломка;
- погода;
- валюта;
- ценные бумаги.

Гаджеты могут располагаться на рабочем столе отдельно от самой боковой панели.
Такие гаджеты, как часы, показ слайдов и заголовки лент новостей отображаются на боковой панели Windows Vista по умолчанию при установке системы. В центре управления боковой панелью размещена ссылка на сайт Microsoft, откуда можно загрузить дополнительные гаджеты, созданные и опубликованные другими пользователями.

## История создания «Боковой панели»
Microsoft начала экспериментировать с гаджетами в самом начале разработки Windows Vista. Сначала боковая панель была включена в Windows как часть проводника (explorer). Впервые боковая панель появилась в Windows Longhorn build 3683. Однако по умолчанию она была выключена, её нужно было активировать самостоятельно. На панели располагались: Часы, Слайд Шоу, Быстрый запуск, Поиск, Список программ и другие компоненты. Однако, несмотря на всю свою функциональность, панель была не до конца доработана, а многие гаджеты не работали. Большинство гаджетов, присутствовавших в ранних сборках Windows Longhorn, не были включены в финальный релиз Windows Vista.

## Работа панели в других версиях Windows
Microsoft не стала создавать версию боковой панели для более ранних версий Windows, в том числе и для Windows XP. Однако существуют её аналоги от других разработчиков:
- Thoosje Sidebar
- Yahoo! Widgets
- Google Desktop (также аналог Windows Desktop Search)

В Windows 7 боковая панель была упразднена. Гаджеты перестали зависеть от панели и могут свободно прикрепляться к любой части рабочего стола.
В Windows 8 Microsoft полностью отказалась от платформы гаджетов в пользу приложений Metro.
В Windows 10 и Windows 11 была возвращена боковая панель в виде «мини-приложений»: теперь в ней можно использовать виджеты по своему усмотрению как гаджеты в Windows 7. Данные виджеты работают на основе Microsoft Bing, тем самым ориентируясь на предпочтениях и местоположению пользователя.

## Безопасность использования
В июле 2012 года компания Microsoft сообщила, что использование функций боковой панели и гаджетов в Windows Vista и Windows 7 создаёт проблему уязвимости для компьютера и рекомендовала пользователям отключить выполнение указанных программ с помощью утилиты Fix It.